# Laxå (plaats)
Laxå is de hoofdplaats van de gemeente Låxa in het landschap Närke en de provincie Örebro län in Zweden. De plaats heeft 3307 inwoners (2005) en een oppervlakte van 454 hectare.

## Verkeer en vervoer
Bij de plaats lopen de E20 en Länsväg 205.
De plaats heeft een station aan de spoorlijn Charlottenberg - Laxå.

## Geboren
- Jacob Rinne (1993), voetballer